# Sally Walker
«Sally Walker» es una canción de la rapera australiana Iggy Azalea de su segundo álbum de estudio, In My Defense  (2019). Fue lanzada de forma independiente el 15 de marzo de 2019 por el propio sello de Azalea, Bad Dreams Records a través de Empire Distribution, como el primer sencillo del álbum. La canción fue escrita por Azalea junto al también productor de la canción J. White. Un video musical dirigido por Colin Tilley se estrenó el mismo día que la canción.

## Antecedentes y promoción
El 11 de diciembre de 2018, Azalea compartió una vista previa del sencillo a través de Instagram. El anuncio de la canción fue acompañado por una imagen que mostraba a Azalea con "maquillaje de ojos azul cobalto dramático y unos labios rojo intenso" con un look "Barbie-esque" frente a un fondo de color naranja sangre, con el título de la canción en forma de cruz por encima de su cabeza. Debajo de Azalea están las palabras "Una celebración de la vida" junto a la fecha de lanzamiento. La portada hace una comparación con el personaje Lola de la película de 2004 Shark Tale. El título es una referencia al juego de baile infantil de rimas Little Sally Walker. James Charles, artista de maquillaje y personalidad de Internet, quién también realizó el maquillaje de Azalea para la portada, filmó un tutorial de maquillaje con Azalea antes de la fecha de lanzamiento del sencillo.

## Composición
«Sally Walker» fue producida por J. White Did It, quien también se desempeña como productor ejecutivo en In My Defense. Es una canción hip hop que incluye una melodía de piano acompañada de trap. Interpola una rima popular de guardería del mismo nombre y sigue el mismo tono. La pista tiene una duración de dos minutos y cincuenta y ocho segundos. Las letras "descaradas y cargadas de actitud" de la canción describen a la cantante como "una Iggy que no es molestada por las críticas, ya que es su propia fan número uno".

## Recepción crítica
Mike Nied de Idolator dijo que la canción "le da un nuevo giro al muy querido himno de los niños", describiéndolo como "tanto torpe como humilde, es una de las canciones más instantáneas de Azalea hasta la fecha". Julian Wright de la revista V, declaró que la rapera "muestra su destreza lírica y su entrega lúdica" y la canción "teje a través de los tímidos coros de la repetitiva rima infantil y las barras inteligentes entregadas con su peso". HipHopDX comentó que "Azalea ha estado haciendo un gran esfuerzo con su carrera últimamente, y ha dado sus frutos, ya que muchos de los trabajos que realiza son realmente bofetadas", mientras que Rap-Up dijo que "el banger listo para twerk marca un regreso a las raíces de mixtape de Azalea".

## Lista de canciones
- Descarga digital — Streaming[7][8]

| N.º | Título         | Duración |  |
| 1.  | «Sally Walker» | 2:58     |  |

## Video musical
A través de Twitter, Azalea compartió varias fotos del video musical, donde se muestran a ella sentada en la parte superior de un automóvil vestida muy extravagante.  Fue dirigido por Colin Tilley y se estrenó el 15 de marzo de 2019 junto con la canción en el canal oficial de Azalea en YouTube.

### Sinopsis
El video musical tiene una historia de temática funeraria. Se abre con una drag queen golpeando accidentalmente al personaje del título, Sally Walker, con su coche, "¿No le enseñó su mamá a no jugar en la calle?", ella se pregunta. Luego aparecen más tarde escenas del funeral de Sally en la iglesia, donde una Azalea de cabello lavanda está rapeando desde las bancas. El video concluye con una vista previa de otra canción llamada «Started».

## Posicionamiento en listas
| Lista (2019)                           | Mejor posición |
| -------------------------------------- | -------------- |
| Canadá (Canadian Hot 100)              | 56             |
| Escocia (Scottish Singles Sales Chart) | 57             |
| Estados Unidos (Billboard Hot 100)     | 62             |
| Estados Unidos (Hot R&B/Hip-Hop Songs) | 30             |
| Francia (SNEP)                         | 140            |
| Grecia Digital Songs (Billboard)       | 7              |
| Irlanda (IRMA)                         | 70             |
| Nueva Zelanda Hot Singles (RMNZ)       | 9              |
| Reino Unido (UK Singles Chart)         | 82             |

## Historial de lanzamiento
| Región | Fecha               | Formato                    | Discográfica                           | Ref.   |
| ------ | ------------------- | -------------------------- | -------------------------------------- | ------ |
| Varios | 15 de marzo de 2019 | Descarga digital Streaming | Bad Dreams Records/Empire Distribution | [ 19 ] |